# Борисово-Покровське (Нижньогородська область)
Борисово-Покровське (рос. Борисово-Покровское) — село в Дальнеконстантиновському районі Нижньогородської області Російської Федерації.
Населення становить 60 осіб. Входить до складу муніципального утворення Нижегородська сільрада.

## Історія
Від 2009 року входить до складу муніципального утворення Нижегородська сільрада.

## Населення
| 2002 | 2010 |
| ---- | ---- |
| 81   | ↘60  |